# Ius primae noctis

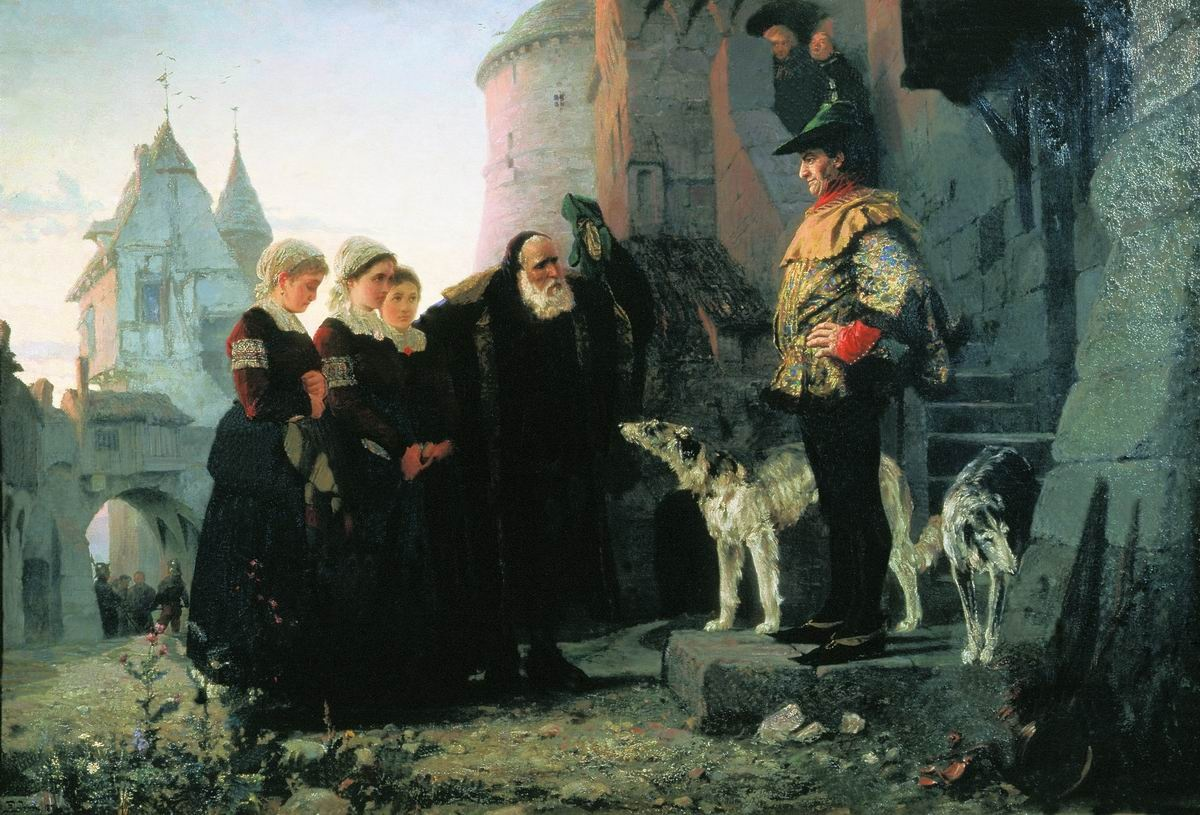
Das Gemälde Das Herrenrecht von Wassili Dmitrijewitsch Polenow (1874) zeigt, wie ein alter Mann seine Töchter zum Feudalherrn bringt.

Das ius (auch: jus) primae noctis (deutsch Recht der ersten Nacht; französisch droit de cuissage, im englischen Sprachraum droit du seigneur) bezeichnet das angebliche Recht eines Gerichtsherrn, bei der Heirat von zwei seiner Herrschaft unterstehenden Personen die erste Nacht mit der Braut zu verbringen oder einen Geldersatz (Stechgroschen) zu verlangen. Die Rechtsgepflogenheit beziehungsweise die zugehörige erotische Machtfantasie ist in der Frühen Neuzeit und Aufklärung in literarisch-politischen Publikationen publikumswirksam und verkaufsfördernd dargestellt worden. 
Ob sie jemals tatsächlich bestand, ist stark umstritten. Im Zeitalter bzw. in der Literatur der Aufklärung wurde sie als menschenverachtend thematisiert und damit der Feudalismus wie die mittelalterliche Vergangenheit kritisiert. Besonders ausführlich erfolgte dies in Voltaires Werk Essai sur les moeurs. Eine populäre Darstellung findet sich auch in Der tolle Tag oder Die Hochzeit des Figaro.

## Historische Entwicklung
Als erste literarische Überlieferung eines herrschaftlichen Rechts der ersten Brautnacht kann eine Stelle im Epos Gilgamesch (3. Jahrtausend v. Chr.) gelten, wo dem in Uruk herrschenden Gilgamesch ein solches Zeichen der Macht auf „göttliche“ Entscheidung hin zukommt (Tafel II der ninivitischen Version, Zeile 162). Doch sind „sowohl ein ius primae noctis als auch seine angeblich göttliche Rechtfertigung in historischer Zeit aus Mesopotamien nicht belegt“.
Ein solches Herrenrecht wurde im Mittelalter im Jahr 1250 zum ersten Mal in einem Gedicht über die Bauern von Verson (beim Mont-Saint-Michel) in Frankreich erwähnt. Voll ausgeprägt erscheint diese Verhaltensform eines bestehenden Herrenrechts im Baudouin de Sebourc, einem um 1350 in Nordfrankreich verfassten Roman der Kreuzritterzeit. Die Entstehung dieser literarischen Veröffentlichungen war eng verbunden mit der Ablehnung der als ungerecht empfundenen Mitgiftsteuer, die bei der Eheschließung an den Gerichtsherrn entrichtet werden musste. Durch diesen Versroman wurde ein seit dem Hochmittelalter existierendes Herrenrecht auf die erste Nacht mit der Braut eines bäuerlichen Paares vermutlich in ganz Europa bekannt.
Eine im Mittelalter im heutigen Gebiet Belgiens und der Niederlande übliche Heiratssteuer, deren Übersetzung aus der lateinischen Sprache als Bürgschaftsverpflichtung in den Quellen auftaucht, weist den Weg zu den im frühen Mittelalter üblichen Zahlungen des mundium der Braut. Diese Zahlung durch den Herrn persönlich an eine freie Frau anlässlich ihrer Eheschließung mit einem unter Erbuntertänigkeit stehenden Mann hatte vermutlich die Nachwirkung, dass sie in späterer Zeit durch die in mündlicher Überlieferung verbreitete Verbindung zwischen Heiratsgabe und Herrenrecht zu dem herrschaftlichen Vorrecht auf das Recht der Ersten Nacht geführt haben könnte. Mit der Zahlung des mundium erwarb ein Mann im älteren germanischen Eherecht auch das Recht auf die „Heimführung der Braut“, den ersten Geschlechtsverkehr. Zwar war dieser „Rechtsanspruch“ in dem besonderen Fall des Erwerbs einer freien Frau als Ehefrau für einen Muntling des Herrn nicht beabsichtigt, aber er ergab sich zwangsläufig aus der Zahlung des mundium durch den Herrn an die ursprünglich freie Frau.
Seit der zweiten Hälfte des 14. Jahrhunderts soll die Vorstellung eines herrschaftlichen Vorrechts auf die Brautnacht erstmals Verbreitung im ländlichen Gewohnheitsrecht gefunden haben. Sie sei von Herren oder deren Verwaltern in das Rechtsleben von Herrschaften integriert worden. Mit der Verschriftlichung habe es sich kontinuierlich von der Aufzeichnung ländlicher Gewohnheitsrechte bis zum geschriebenen Recht der Erbuntertänigkeit weiter entwickelt. Das Herrenrecht sei dahin erweitert worden, Abgabenzahlungen anlässlich einer Hochzeitsfeier von Untertanen als Gerichtsherr zu legitimieren und Ersatzhandlungen für die Nichtzahlung einer geforderten Abgabe in Geld zu veranlassen. Die Abgabenzahlungen, die in den ländlichen Rechtstexten gefordert wurden, seien keine Mitgiftsteuern gewesen, sondern Beteiligungen des Gutsherrn oder seines Verwalters am Verlauf des Hochzeitsfests oder Erlaubnisgebühren für die Durchführung des ehelichen Beilagers auf dem Grund und Boden des Herrschaftsinhabers. Zahlungspflichtige und Zahlungsempfänger im Hohen Mittelalter haben angeblich an die Rechtsgültigkeit eines solchen Herrenrechts der ersten Nacht, das seit „ewigen Zeiten“ existiert, geglaubt.
Der im ausgehenden Spätmittelalter an manchen Orten verbreitete Glaube an ein Herrenrecht der ersten Nacht erreichte in der zweiten Hälfte des 15. Jahrhunderts eine gewisse Popularität, so dass mancherorts aus der mündlichen Tradition auch symbolische Rechtshandlungen erwuchsen. In Frankreich wurde das droit de cuissage als „Schenkelrecht“ in Anlehnung an die Sitte des symbolischen Vollzugs der Ehe durch einen Prokurator erfunden, der hierzu ein unbekleidetes Bein in das Ehebett mit der Braut stellte. In Katalonien schritten die Herren über das Hochzeitsbett, in dem die Braut niedergelegt worden war. Diese symbolischen Handlungen wurden von den Bauern als Erniedrigung, als Machtdemonstration der Herrschaft empfunden.

## Zur historischen Quellenlage
Die einzigen beiden schriftlichen Belege im deutschsprachigen Raum stammen aus dem Raum Zürich: In Maur amtete ein Meier, der sich nicht nur als Verwalter um die Verwaltung des Gutshofes kümmerte, sondern auch die niedere Gerichtsbarkeit ausübte. Die Offnung von 1543 verbürgte ihm schriftlich das Recht der ersten Nacht, gemäß dem er mit jeder Braut der Gemeinde die Hochzeitsnacht verbringen durfte. Dieses Recht findet sich auch in der Offnung für Hirslanden und Stadelhofen – heute Stadtteile von Zürich – belegt. Ob und wann der Gutsverwalter von diesem ius primae noctis Gebrauch machte, ist nicht überprüfbar. Er konnte kräfte- oder interessemäßig darauf verzichtet oder vom Bräutigam eine Geldsumme als Ersatz für die Handlung der Defloration eingefordert haben („Stechgroschen“), im Sinne einer Bezahlung für Geschirr, Holz und Fleisch, das die Gutsverwaltung an das Hochzeitspaar in Erbuntertänigkeit beizusteuern verpflichtet war:

„Ferner sprechen die Hofleute, wer hier heiratet, der soll den Meyer und dessen Frau einladen. Der Meyer soll dem Bräutigam einen Hafen leihen, so dass er darin ein Schaf sieden kann. Auch soll der Meyer an die Hochzeit ein Fuder Holz mitbringen. Er soll sodann gemeinsam mit seiner Frau einen Viertel eines Schweineschinken bringen. Und wenn die Hochzeit zu Ende ist, so soll der Bräutigam den Meyer in der Hochzeitsnacht bei seiner Frau liegen lassen oder fünf Schillinge und vier Pfennige bezahlen.“

Forschungen zur internationalen Quellenlage waren im 19. Jahrhundert von dem Rechtshistoriker Karl Schmidt (1836–1894) angestellt worden.

## Das ius primae noctis als Motiv in Kunst und Kultur
Die bekannteste literarische Verarbeitung des ius primae noctis ist die Theaterkomödie Der tolle Tag oder Die Hochzeit des Figaro (La folle journée ou Le mariage de Figaro) (1778) von Pierre Augustin Caron de Beaumarchais, auf der auch die Oper Die Hochzeit des Figaro (Le nozze di Figaro, 1786) von Lorenzo da Ponte und Wolfgang Amadeus Mozart basiert. Auch die etwas frühere komische Oper Le droit du Seigneur von Jean-Paul-Égide Martini (Paris 1783) nach François-Georges Desfontaines-Lavallée handelt von diesem Recht des Gutsherrn.
Der Schriftsteller und Jurist Ildefonso Falcones verwendet das ius primae noctis als ein zentrales Element seines Romans Die Kathedrale des Meeres und gibt im Nachwort an, das Recht sei tatsächlich 1486 Bestandteil des Usatges, des katalanischen Rechtsbuchs, gewesen.
Im Roman 1984 von George Orwell wird das ius primae noctis erwähnt (Teil 1, Kapitel 7):

“There was also something called the jus primae noctis which would probably not be mentioned in a textbook for children. It was the law by which every capitalist had the right to sleep with any woman working in one of his factories.”

„Es gab auch etwas, was das Jus primae noctis genannt wurde, was wahrscheinlich nicht in einem Lehrbuch für Kinder erwähnt worden wäre. Es war das Gesetz, nach dem jeder Kapitalist das Recht hatte, mit jeder Frau zu schlafen, die in einer seiner Fabriken arbeitete.“

Das ius primae noctis steht in diesem Roman in einer Reihe klischeehaft überzeichneter Schilderungen der Übelstände des Kapitalismus in Anlehnung an die Missstände des Feudalismus, die durch die Französische Revolution als abgeschafft galten.
Im Film Braveheart wird das ius primae noctis genutzt, um die Willkür der Engländer gegenüber der schottischen Bevölkerung zu unterstreichen.
Auch der Roman Das finstere Tal von Thomas Willmann (verfilmt 2014) hat das ius primae noctis zum Kernthema.